# Утъелга
Утъелга (устар. Утелга) — малая река в Иткуловском сельсовете Ишимбайского района Башкортостана, левый приток Зигана. Горная река, без постоянного человеческого присутствия.
Длина реки — 10 км, площадь водосборного бассейна — 23,6 км².
В истоке через Утъелгу проходит дорога местного значения. Река протекает возле урочища Аркатай В нижнем течении пересыхает. Вблизи устья, в урочище Курьясворт, вновь пересекает река дорога местного значения. По берегу реки расположен летник.

## Притоки
- Кусярелга
- Сухой Дол — сезонный водоток